# Liste der Countys in Georgia
Der US-Bundesstaat Georgia ist in 159 Countys unterteilt (Einwohnerzahlen Stand: 2010).
Somit ist Georgia (nach Texas mit 254 Countys) der Bundesstaat mit der zweithöchsten Anzahl an Countys:
- Appling County (18.236 E.)
- Atkinson County (8.375 E.)
- Bacon County (11.096 E.)
- Baker County (3.451 E.)
- Baldwin County (45.720 E.)
- Banks County (18.395 E.)
- Barrow County (69.367 E.)
- Bartow County (100.157 E.)
- Ben Hill County (17.634 E.)
- Berrien County (19.286 E.)
- Bibb County (155.547 E.)
- Bleckley County (13.063 E.)
- Brantley County (18.411 E.)
- Brooks County (16.243 E.)
- Bryan County (30.233 E.)
- Bulloch County (70.217 E.)
- Burke County (23.316 E.)
- Butts County (23.655 E.)
- Calhoun County (6.694 E.)
- Camden County (50.513 E.)
- Candler County (10.998 E.)
- Carroll County (110.527 E.)
- Catoosa County (63.942 E.)
- Charlton County (12.171 E.)
- Chatham County (265.128 E.)
- Chattahoochee County (11.267 E.)
- Chattooga County (26.015 E.)
- Cherokee County (214.346 E.)
- Clarke County (116.714 E.)
- Clay County (3.183 E.)
- Clayton County (259.424 E.)
- Clinch County (6.798 E.)
- Cobb County (688.078 E.)
- Coffee County (42.356 E.)
- Colquitt County (45.498 E.)
- Columbia County (124.053 E.)
- Cook County (17.212 E.)
- Coweta County (127.317 E.)
- Crawford County (12.630 E.)
- Crisp County (23.439 E.)
- Dade County (16.633 E.)
- Dawson County (22.330 E.)
- Decatur County (27.842 E.)
- DeKalb County (691.893 E.)
- Dodge County (21.796 E.)
- Dooly County (14.918 E.)
- Dougherty County (94.565 E.)
- Douglas County (132.403 E.)
- Early County (11.008 E.)
- Echols County (4.034 E.)
- Effingham County (52.250 E.)
- Elbert County (20.166 E.)
- Emanuel County (22.598 E.)
- Evans County (11.000 E.)
- Fannin County (23.682 E.)
- Fayette County (106.567 E.)
- Floyd County (96.317 E.)
- Forsyth County (175.511 E.)
- Franklin County (22.084 E.)
- Fulton County (920.581 E.)
- Gilmer County (28.292 E.)
- Glascock County (3.082 E.)
- Glynn County (79.626 E.)
- Gordon County (55.186 E.)
- Grady County (25.011 E.)
- Greene County (15.994 E.)
- Gwinnett County (805.321 E.)
- Habersham County (43.041 E.)
- Hall County (179.684 E.)
- Hancock County (9.429 E.)
- Haralson County (28.780 E.)
- Harris County (32.024 E.)
- Hart County (25.213 E.)
- Heard County (11.834 E.)
- Henry County (203.922 E.)
- Houston County (139.900 E.)
- Irwin County (9.538 E.)
- Jackson County (60.485 E.)
- Jasper County (13.900 E.)
- Jeff Davis County (15.068 E.)
- Jefferson County (16.930 E.)
- Jenkins County (8.340 E.)
- Johnson County (9.980 E.)
- Jones County (28.669 E.)
- Lamar County (18.317 E.)
- Lanier County (10.078 E.)
- Laurens County (48.434 E.)
- Lee County (28.298 E.)
- Liberty County (63.453 E.)
- Lincoln County (7.996 E.)
- Long County (14.464 E.)
- Lowndes County (109.233 E.)
- Lumpkin County (29.966 E.)
- Macon County (21.875 E.)
- Madison County (14.333 E.)
- Marion County (14.740 E.)
- McDuffie County (28.120 E.)
- McIntosh County (8.742 E.)
- Meriwether County (21.992 E.)
- Miller County (6.125 E.)
- Mitchell County (23.498 E.)
- Monroe County (26.424 E.)
- Montgomery County (9.123 E.)
- Morgan County (17.868 E.)
- Murray County (39.628 E.)
- Muscogee County (189.885 E.)
- Newton County (99.958 E.)
- Oconee County (32.808 E.)
- Oglethorpe County (14.899 E.)
- Paulding County (142.324 E.)
- Peach County (27.695 E.)
- Pickens County (29.431 E.)
- Pierce County (18.758 E.)
- Pike County (17.869 E.)
- Polk County (41.475 E.)
- Pulaski County (12.010 E.)
- Putnam County (21.218 E.)
- Quitman County (2.513 E.)
- Rabun County (16.276 E.)
- Randolph County (7.719 E.)
- Richmond County (200.549 E.)
- Rockdale County (85.215 E.)
- Schley County (5.010 E.)
- Screven County (14.593 E.)
- Seminole County (8.729 E.)
- Spalding County (64.073 E.)
- Stephens County (26.175 E.)
- Stewart County (6.058 E.)
- Sumter County (32.819 E.)
- Talbot County (6.865 E.)
- Taliaferro County (1.717 E.)
- Tattnall County (25.520 E.)
- Taylor County (8.906 E.)
- Telfair County (16.500 E.)
- Terrell County (9.315 E.)
- Thomas County (44.720 E.)
- Tift County (40.118 E.)
- Toombs County (27.223 E.)
- Towns County (10.471 E.)
- Treutlen County (6.885 E.)
- Troup County (67.044 E.)
- Turner County (8.930 E.)
- Twiggs County (9.023 E.)
- Union County (21.356 E.)
- Upson County (27.153 E.)
- Walker County (68.756 E.)
- Walton County (83.768 E.)
- Ware County (36.312 E.)
- Warren County (5.834 E.)
- Washington County (21.187 E.)
- Wayne County (30.099 E.)
- Webster County (2.799 E.)
- Wheeler County (7.421 E.)
- White County (27.144 E.)
- Whitfield County (102.599 E.)
- Wilcox County (9.255 E.)
- Wilkes County (10.593 E.)
- Wilkinson County (9.563 E.)
- Worth County (21.679 E.)